# Gruppo operativo-strategico "Tavrija"
Il Gruppo operativo-strategico "Tavrija" (in ucraino Оперативно-стратегічне угруповання військ «Таврія»?, Operatyvno-stratehične uhrupovannja vijs'k «Tavrija», OSUV "Tavrija", lett. "Tauride") noto anche come Gruppo di forze meridionale, è una formazione delle Forze terrestri ucraine, costituita durante l'invasione russa dell'Ucraina del 2022 e responsabile del settore meridionale del fronte, da Odessa ad Velyka Novosilka.

## Storia
In seguito allo scoppio dell'invasione su vasta scala dell'Ucraina da parte della Russia l'esercito ucraino ha subito una rapida e importante espansione, senza però modificare la propria struttura di comando basata su quattro comandi regionali ("Nord", "Sud", "Est" e "Ovest"), che a dispetto della denominazione sono enti amministrativi e non operativi. Sono stati perciò costituiti 4 cosiddetti "gruppi operativi-strategici" per supervisionare le operazioni di combattimento, i quali a loro volta comprendono diversi gruppi tattici creati ad hoc per settori particolari del fronte.
Fondato inizialmente come OSUV "Oleksandrija" e rinominato OSUV "Cherson" alla fine di agosto 2022, in seguito al successo della controffensiva nell'Ucraina meridionale e al congelamento del fronte lungo il fiume Dnepr a dicembre è stato riorganizzato, assumendo l'attuale denominazione e includendo al proprio interno il Gruppo "Odesa", declassato quindi da strategico a tattico.
Il Gruppo "Tavrija" è responsabile dell'intero fronte meridionale, che va dalla foce del Dnepr al settore di Velyka Novosilka. Sotto il comando dal brigadier generale Oleksandr Tarnavs'kyj, durante l'estate del 2023 ha coordinato la controffensiva ucraina nella regione di Zaporižžja.

## Comandanti
- Brigadier generale Oleksandr Tarnavs'kyj (ottobre 2022 - luglio 2024)[7]
- Maggior generale Andrij Kovalčuk (luglio 2024 - in carica)[8]